# Fernando Brandão
Pour les articles homonymes, voir Brandão (homonymie).
Fernando Brandão (né le 22 janvier 1983 à Belo Horizonte au Brésil) est un physicien et informaticien brésilien travaillant sur l'information quantique et le calcul quantique. Il est actuellement professeur Bren de physique théorique au California Institute of Technology et responsable des algorithmes quantiques chez Amazon Web Services. Auparavant, il était chercheur chez Microsoft et professeur en informatique à l'University College London.
Il est rédacteur de la revue Physics Reports. Il a reçu le prix du jeune chercheur européen de l'information quantique 2013 pour « ses réalisations hautement appréciées dans les domaines de la théorie de l'intrication, de la théorie de la complexité quantique et de la physique quantique à plusieurs corps, qui combinent des capacités mathématiques éblouissantes et une perspicacité physique impressionnante ». Il a reçu le prix Rolf Landauer et Charles H. Bennett de l'American Physical Society 2020 pour ses contributions à la théorie de l'intrication.